# Myospila toxopei
Myospila toxopei este o specie de muște din genul Myospila, familia Muscidae. A fost descrisă pentru prima dată de Malloch în anul 1929. Conform Catalogue of Life specia Myospila toxopei nu are subspecii cunoscute.